# 将軍刑事
『将軍刑事』（しょうぐんけいじ）は、2018年1月21日にテレビ朝日系「日曜ワイド」で放送された刑事ドラマ。主演は村上弘明。

## 概要
掲示板は善悪の交差点である。人間の心の正邪が書き込みに現れ、現実社会に大きな影響を与える。
しかし、掲示板の書き込みが人間ではなく人工知能だったら･･･
歴史オタクの刑事が、闇サイトの書き込みから始まった殺人事件に挑む。

## 登場人物
- 将野軍平（警視庁銀座中央警察署 刑事課 係長。あだ名は将軍） - 村上弘明
- 久野苺子（警視庁銀座中央警察署 刑事課 刑事） - 笛木優子[2]
- 茶屋乙美（警視庁銀座中央警察署 刑事課 刑事） - 中村静香[3]
- 中山明日香（オールジャパン物流 AI開発室） - 井上和香
- 浦賀有人（迷彩服の男性） - 窪塚俊介
- 今野飛勇太（警視庁サイバーセキュリティ対策本部 捜査官） - 坂本真[4]
- 笹原かおり（オールジャパン物流 部長秘書） - 山賀琴子[5]
- 畑山新平（オールジャパン物流 AI開発室） - 青木伸輔[6]
- 近藤大介（オールジャパン物流 三鷹倉庫 管理担当） - 田中美央
- ダイナゴン（人工知能） - 朴璐美[7]
- 片瀬江里（スーパーバックアップ練馬店 パート従業員） - 舟木幸[8]
- 早坂哲郎（明日香の恋人・人工知能研究開発「コスモウッド」共同経営者・3年前転落死） - 古澤蓮[9]
- 将野愛子（軍平の娘） - 泉はる
- 食堂経営者 - ホーチャンミ
- 警察官 - 三遊亭遊子[10]
- スーパーバックアップ練馬店 従業員 - 山崎未花、渡辺理恵[11]
- 警視庁銀座中央警察署 刑事課 刑事 - 津阪雄一、野上幸造
- 伊坂康晴（弥生の父・15年前死亡） - 井上高志
- 白部照三（警視庁銀座中央警察署 鑑識課長） - 阿南健治
- 唐沢圭一（オールジャパン物流 システム開発部長） - 山崎一
- 伊坂弥生（「深川六文銭」女将） - 松居直美
- 織田伊寛（警視庁銀座中央警察署 刑事課長） - 大和田獏

## スタッフ
- 脚本 - 小峯裕之
- 監督 - 伊藤寿浩
- 音楽 - 松田純一
- 警察監修 - 古谷謙一
- 技術協力 - アップサイド、サウンドライズ
- 美術協力 - 東京美工、高津装飾美術、紀和美建
- ポスプロ - MITOMO STUDIO(三友)、東映デジタルラボ、東映ラボ・テック
- ゼネラルプロデューサー - 関拓也（テレビ朝日）
- プロデューサー - 秋山貴人（テレビ朝日）、島田薫（東映）、髙木敬太（東映）
- 制作 - テレビ朝日、東映